# سیارک نوع دی
سیارک‌های نوع دی (به انگلیسی: D-type asteroids) دارای یک بازتاب بسیار پایین و یک طیف الکترومغناطیسی مایل به قرمز بی‌محتوای طیف گسیلی هستند. پیشنهاد شده که آنها می‌توانند یک ترکیب مواد آلی غنی سیلیکات، کربن و سیلیکات بدون آب انیدروز، و احتمالاً یخ‌آب در قسمت‌های درونی خود داشته‌باشند. سیارک‌های نوع دی در ناحیهٔ بیرونی کمربند سیارک‌ها و فراتر از آن نیز پیدا شده‌اند. نمونه‌های سیارک نوع دی؛ سیارک‌های آتالا ۱۵۲ و هیدالگو ۹۴۴، و همچنین بیشتر تروجان‌های مشتری هستند. پیشنهاد شده که شهاب‌سنگ دریاچه تگیش پاره‌ای از یک سیارک نوع دی بوده و همچنین، با قمر مریخی فوبوس نسبت‌های نزدیکی دارد.